# Aéroport de Rhodes
L’aéroport de Rhodes, également appelé aéroport de Rhodes-Diagoras (code IATA : RHO • code OACI : LGRP • Code aéroport grec : grec moderne : ΚΑΡΔ) est un aéroport international de type civil, situé sur l'île de Rhodes en Grèce.
En 2015, Fraport (de Frankfurt Airport, exploitant de l'aéroport de Francfort-sur-le-Main), associé à l'opérateur grec Colezopoulos, annonce la signature d'un accord de concession pour une durée de 40 ans pour la gestion de 14 aéroports en Grèce ; l'aéroport de Rhodes fait partie de cet accord, ainsi que ceux d’Aktion, La Canée, Corfou, Kavala, Céphalonie, Kos, Mytilène, Mykonos, Samos, Santorin, Skiathos, Thessalonique et Zante.
Il porte le nom de Diagoras de Rhodes, champion olympique mort en 448 av. J.-C..

## Situation

### Carte des aéroports en Grèce
| \| 50 km1:6 137 000 \| Agrinion Aktion Alexandreia Alexandroúpoli Andravida Áraxos Astypalée Athènes · E. Venizélos Céphalonie La Canée Chios Corfou Héraklion Icarie Ioannina Kalamata Kalymnos Karpathos Kassos Kastellórizo Kastoria Kavala Cythère Kos Kotroni Kozani Larissa Lemnos Leros Milos Mykonos Mytilène Naxos Néa Anchíalos Paros Rhodes Maritsa Samos Santorin Sitía Skiathos Skyros Sparte Syros Tanagra Tatoi Thessalonique Tripoli Tympaki Zante Kastélli |
| 50 km1:6 137 000 |

## Statistiques
Le graphique qui aurait dû être présenté ici ne peut pas être affiché car il utilise l'ancienne extension Graph, désactivée pour des questions de sécurité. Des indications pour créer un nouveau graphique avec la nouvelle extension Chart sont disponibles ici.

Voir la requête brute et les sources sur Wikidata.

### Zoom sur l'impact du covid de 2019-2020
Le graphique qui aurait dû être présenté ici ne peut pas être affiché car il utilise l'ancienne extension Graph, désactivée pour des questions de sécurité. Des indications pour créer un nouveau graphique avec la nouvelle extension Chart sont disponibles ici.

Voir la requête brute et les sources sur Wikidata.

## Compagnies aériennes et destinations
| Compagnies                    | Destinations |
| ----------------------------- | --- |
| Aegean Airlines               | Athènes E.-Venizélos En saison : Belgrade-Nikola-Tesla, Tel Aviv - Ben Gourion En saison charter : Friedrichshafen-Bodensee |
| airBaltic                     | En saison : Riga, Tallinn, Tampere/Pirkkala |
| Air France                    | En saison : Paris-Charles de Gaulle |
| Air Serbia                    | En saison : Belgrade-Nikola-Tesla |
| Animawings                    | En saison : Bucarest-H. Coandă |
| Arkia                         | En saison : Tel Aviv - Ben Gourion |
| Austrian Airlines             | En saison : Vienne-Schwechat |
| Bluebird Airways              | En saison : Tel Aviv - Ben Gourion |
| British Airways               | En saison : Londres-Gatwick, Londres-Heathrow |
| Brussels Airlines             | En saison : Bruxelles-National |
| Chair Airlines                | En saison : Zurich |
| Condor                        | En saison : - Düsseldorf, - Francfort, - Hambourg-H.-Schmidt, - Leipzig/Halle, - Munich-F. J. Strauß, - Stuttgart, - Vienne-Schwechat, - Zurich |
| Corendon Airlines             | En saison : Cologne/Bonn-K. Adenauer, Düsseldorf, Hanovre, Nuremberg-A. Dürer |
| Corendon Dutch Airlines       | En saison: Amsterdam, Bruxelles-National, Groningue Eelde, Maastricht-Aix-la-Chapelle |
| Cyprus Airways                | En saison: Larnaca |
| easyJet                       | En saison : - Amsterdam, - Bâle-Mulhouse, - Belfast, - Berlin-Brandebourg, - Birmingham, - Bordeaux-Mérignac, - Bristol, - Édimbourg, - Londres-Gatwick, - Londres-Luton, - Manchester, - Milan-Malpensa, - Naples-Capodichino, - Paris-Orly, - Toulouse-Blagnac, - Venise - Marco Polo |
| Edelweiss Air                 | En saison : Zurich |
| Enter Air                     | En saison charter : Cracovie-Jean-Paul II, Katowice-Pyrzowice |
| European Air Charter          | En saison charter: Linz-Horsching |
| Eurowings                     | En saison : - Berlin-Brandebourg, - Cologne/Bonn-K. Adenauer, - Dortmund, - Düsseldorf, - Graz-Thalerhof, - Hambourg-H.-Schmidt, - Prague-Václav-Havel, - Salzbourg-W. A. Mozart, - Stuttgart En saison charter: Innsbruck-Kranebitten |
| Eurowings Discover            | En saison: Francfort, Munich-F. J. Strauß |
| Finnair                       | En saison : Helsinki-Vantaa |
| flyadeal                      | En saison : Riyad-roi Khaled |
| Helvetic Airways              | En saison : Berne-Belp, Zurich |
| Israir                        | En saison : Haïfa, Tel Aviv - Ben Gourion |
| ITA Airways                   | En saison: Milan-Linate, Rome Léonard-de-Vinci/Fiumicino |
| Jet2.com                      | En saison : - Belfast, - Birmingham, - Bristol, - East Midlands, - Édimbourg, - Glasgow, - Leeds-Bradford, - Londres-Stansted, - Manchester, - Newcastle |
| LOT Polish Airlines           | En saison : Varsovie-Chopin |
| Lufthansa                     | En saison : Francfort, Munich-F. J. Strauß |
| Luxair                        | En saison : Luxembourg-Findel |
| Marabu                        | En saison : Hambourg-H.-Schmidt, Munich-F. J. Strauß |
| Neos                          | En saison : - Bergame-Orio al Serio, - Bologne-Borgo Panigale, - Catane-Fontanarossa, - Milan-Malpensa, - Rimini, - Rome Léonard-de-Vinci/Fiumicino, - Vérone - Villafranca |
| Nordica                       | En saison charter: Tallinn |
| Norwegian Air Shuttle         | En saison : Copenhague-Kastrup, Helsinki-Vantaa, Oslo-Gardermoen, Stockholm-Arlanda En saison charter : Stavanger, Trondheim |
| Olympic Air                   | Kastellórizo, Thessalonique-Makedonía En saison: Héraklion-N. Kazantzákis |
| Pegasus Airlines              | En saison: Istanbul-S. Gökçen |
| Ryanair                       | En saison : - Bergame-Orio al Serio, - Berlin-Brandebourg, - Birmingham, - Bologne-Borgo Panigale, - Budapest-Ferenc Liszt, - Charleroi Bruxelles-Sud, - Cracovie-Jean-Paul II, - Dublin, - East Midlands, - Édimbourg, - Kaunas, - Londres-Stansted, - Manchester, - Marseille-Provence, - Naples-Capodichino, - Paphos, - Pise-Galileo Galilei, - Prague-Václav-Havel, - Rome - G. B. Pastine (Ciampino), - Sofia-Vrajdebna, - Varsovie-Modlin (Mazovie), - Vienne-Schwechat, - Weeze |
| Scandinavian Airlines         | En saison : Copenhague-Kastrup En saison charter : Göteborg, Luleå, Stockholm-Arlanda, Trondheim |
| Sky Express                   | - Astypalée, - Athènes E.-Venizélos, - Chios, - Héraklion-N. Kazantzákis, - Kalymnos, - Karpathos, - Kassos, - Kos, - Lemnos, - Leros, - Mytilène-O. Elýtis, - Sámos-Aristarque En saison: Paris-Charles de Gaulle En saison charter : Bratislava-M. R. Štefánik, Cluj-Napoca, Timişoara-T. Vuia, Weeze |
| SmartLynx Airlines            | En saison charter : Münster/Osnabrück |
| SmartWings                    | En saison : - Bratislava-M. R. Štefánik, - Brno-Tuřany, - Katowice-Pyrzowice, - Košice (Cassovie)-Barca, - Ostrava-L. Janáček, - Prague-Václav-Havel, - Varsovie-Chopin En saison charter: Budapest-Ferenc Liszt, Ceske Budejovice |
| Sunclass Airlines             | En saison charter : - Bergen, - Billund, - Copenhague-Kastrup, - Borlänge, - Göteborg, - Helsinki-Vantaa, - Karlstad, - Malmö, - Molde, - Norrköping, - Örebro, - Oslo-Gardermoen, - Stavanger, - Stockholm-Arlanda, - Trondheim, - Växjö Småland |
| Sundair                       | En saison : Berlin-Brandebourg, Brême, Dresde |
| Sun D'Or                      | En saison : Tel Aviv - Ben Gourion |
| Swiss International Air Lines | En saison : Genève-Cointrin |
| Trade Air                     | En saison charter : Ljubljana-Jože Pučnik |
| Transavia                     | En saison : Amsterdam, Eindhoven |
| Transavia France              | En saison : Lyon-Saint-Exupéry, Nantes-Atlantique, Paris-Orly |
| TUI Airways                   | En saison : - Aberdeen-Dyce, - Belfast, - Birmingham, - Bournemouth, - Bristol, - Cardiff-Rhoose, - Dublin, - East Midlands, - Exeter, - Glasgow, - Londres-Gatwick, - Londres-Luton, - Londres-Stansted, - Manchester, - Newcastle |
| TUI fly Belgium               | En saison : Bruxelles-National, Liège-Bierset, Ostende-Bruges |
| TUI fly Deutschland           | En saison : - Düsseldorf, - Francfort, - Hanovre, - Munich-F. J. Strauß, - Nuremberg-A. Dürer, - Sarrebruck-Ensheim, - Stuttgart |
| TUI fly Netherlands           | En saison : Amsterdam, Eindhoven, Rotterdam-La Haye |
| TUI fly Nordic                | En saison charter : Göteborg, Norrköping, Stockholm-Arlanda |
| Tus Airways                   | En saison: Tel Aviv - Ben Gourion |
| Volotea                       | En saison : Lille Lesquin, Lyon-Saint-Exupéry, Nantes-Atlantique, Naples-Capodichino |
| Vueling                       | En saison : Rome Léonard-de-Vinci/Fiumicino |
| Wizz Air                      | En saison : Budapest-Ferenc Liszt, Rome Léonard-de-Vinci/Fiumicino, Tel Aviv - Ben Gourion, Varsovie-Chopin, Wrocław-N. Copernic |

Édité le 31/12/2018  Actualisé le 16/05/2023